# Sarah Jarosz

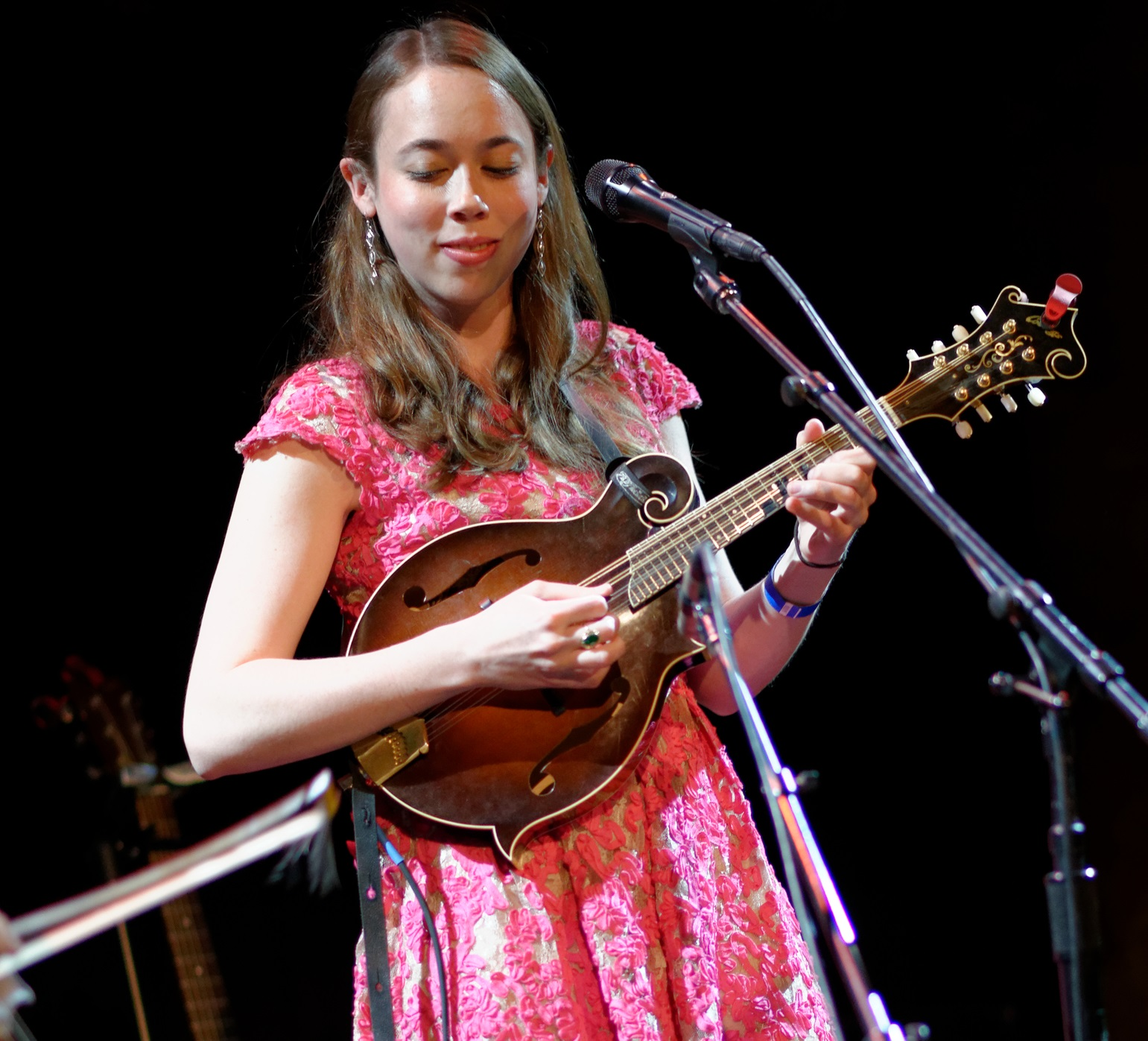
Sarah Jarosz 2014 in San Francisco

Sarah Jarosz (* 23. Mai 1991 in Austin, Texas) ist eine Singer-Songwriterin traditioneller amerikanischer Musik.

## Karriere
Jarosz spielte mit 10 Jahren Mandoline und mit 12 stand sie mit Ricky Skaggs und David Grisman auf der Bühne. Des Weiteren spielt sie auch Bluegrass-Banjo und Gitarre. Mit 16 Jahren unterschrieb sie einen Plattenvertrag mit Sugar Hill Records und zwei Jahre später erschien ihr Debütalbum Song Up in Her Head. Das Album mit fast ausschließlich selbst geschriebenen Songs wurde von der Kritik gelobt und eroberte Platz 1 der Bluegrass-Albumcharts. Auch in den offiziellen Albumcharts konnte es sich platzieren. Für das Instrumental Mansinneedof bekam sie eine Grammy-Nominierung. Im selben Jahr schrieb sie sich am New England Conservatory of Music ein und absolvierte ein Studium in zeitgenössischer Gesangsimprovisation.
Ihr zweites Album Follow Me Down veröffentlichte sie 2011. Es war noch mehr in Richtung Folk ausgerichtet und erreichte sowohl in den Bluegrass- wie in den Folk-Charts eine Top-5-Platzierung. Das Album selbst war bei den Grammys nominiert, allerdings für seine technische Qualität. In ihrem letzten Studienjahr nahm sie bereits ihr drittes Album Build Me Up from Bones auf. Es war wieder in den Charts erfolgreich und brachte ihr zwei weitere Grammy-Nominierungen für das Album selbst und für den Titelsong.
Danach ging Jarosz erst einmal auf internationale Tour. Von Garrison Keillor wurde sie mehrmals als Gastmoderatorin seiner Sendung A Prairie Home Companion eingeladen. Schließlich zog sie um nach New York. Aus einem gemeinsamen Auftritt mit Aoife O’Donovan und Sara Watkins von Nickel Creek wurde das Projekt I’m with Her, das 2015 auf Tour ging. Unter Keillors Nachfolger Chris Thile wurden Jarosz und O’Donovan auch Teil der Studioband von A Prairie Home Companion.
Neben den vielen anderen Aktivitäten begann Sarah Jarosz 2015 auch mit ihrem nächsten Album Undercurrent. Es erschien im Jahr darauf und brachte sie unter anderem zum zweiten Mal auf Platz 1 der Bluegrass-Charts. Bei den Grammy Awards 2017 wurde sie zweimal nominiert und diesmal gewann sie beide Auszeichnungen für das beste Folkalbum und für die beste American-Roots-Darbietung des Songs House of Mercy.

## Auszeichnungen
Grammy Awards
Preise
- 2017: beste American-Roots-Darbietung für House of Mercy
- 2017: bestes Folkalbum für Undercurrent
- 2020: bester American-Roots-Song für Call My Name (als Teil von I’m with Her)
- 2021: bestes Americana-Album für World On The Ground[3]

Nominierungen
- 2010: beste Darbietung eines Countryinstrumentals für Mansinneedof
- 2014: bester American-Roots-Song für Build Me Up from Bones
- 2014: bestes Folk-Album für Build Me Up from Bones
- 2020: beste American-Roots-Darbietung für Call My Name (als Teil von I’m with Her)
- 2021: bester American-Roots-Song für Hometown[4]

Die beiden Alben Follow Me Down und Undercurrent bekamen außerdem Grammys für die technische Qualität (Auszeichnung ging an die Techniker).

## Diskografie
Alben
- Song Up in Her Head (2009)
- Follow Me Down (2011)
- Live at the Troubadour (Live-EP, 2013)
- Build Me Up from Bones (2013)
- Undercurrent (2016)
- World on the Ground (2020)
- Blue Heron Suite (2021)
- Polaroid Lovers (2023)

Lieder
- Run Away (2011)
- Broussard’s Lament (live, 2011)
- Annabelle Lee (2012)
- Over the Edge (2013)
- Build Me Up from Bones (2014)
- House of Mercy (2016)